# Le Temps des copains
Le Temps des copains est un feuilleton télévisé français en 115 épisodes de 13 minutes réalisé par Robert Guez et diffusé à partir du 16 octobre 1961 sur RTF Télévision. Il est rediffusé à partir du 27 octobre 1986 sur TV6 et à partir de juillet 1989 sur La Cinq. 
Au Québec, le feuilleton est diffusé à partir du 2 octobre 1962 à la Télévision de Radio-Canada.

## Synopsis
Au tout début des années 1960, trois jeunes gens vont faire connaissance dans le train de nuit Marseille-Paris.
Lucien Gonfaron monte à Avignon. À l'insu de sa famille, il veut tenter sa chance aux Beaux-Arts de Paris.
Étienne Chantournel monte à Lyon. Il est inscrit en 1re année de la Faculté de médecine de Paris.
Et enfin Jean Delabre monte à Dijon. Lui va intégrer l'Institut d'études politiques de Paris.
À mesure des discussions, Lucien se révèle être le fils d'un gros marchand de fruits et légumes, Étienne celui d'un médecin de campagne, et Jean le fils des célèbres moutardes Delabre.
Arrivés à Paris, ils décident de chercher ensemble à se loger. Mais les recherches s'avèrent difficiles et même Jean subit une déconvenue, l'ami de son père qui devait l'héberger lui refusant tout net le service, à cause d'une brouille politique entre les deux hommes. Mais finalement il va trouver, au fond d'une cour des beaux quartiers, rue du Bac, une caravane. Avec la diplomatie dont il est déjà empreint, il arrive à convaincre M. Espanet de la louer aux trois  étudiants. Cette résidence sommaire va devenir la coquille d'un escargot d'amitié.

## Fiche technique
- Titre : Le Temps des copains
- Réalisation : Robert Guez
- Scénario : Jean Canolle
- Directeur de la photographie : Jacques Loiseleux
- Cadreur : Jean-Jacques Guyard
- Assistant opérateur : Henri Decomps
- Assistant réalisateur : Jean-Pierre Desagnat
- Script : Jacqueline Ferrari
- Décorateur : Philippe Ancellin
- Ingénieur du son : Didier Fournet
- Perchman : Yvon Dacquay
- Musique : Pauline Campiche
- Arrangements : Claude Vasori
- Montage : Pierre Houdain
- Assistant monteur : Paulette Dauphin
- Régisseur : Jean-Paul Ferrari
- Directeur de production : Roger Deplanche
- Sociétés de production : Telfrance, RTF
- Pays :  France
- Langue : français
- Format : Noir et blanc - 35mm - 1,33:1 - son mono
- Nombre d'épisodes : 115 + 1 épisode double (1 saison)
- Durée : 13 minutes
- Date de première diffusion : 16 octobre 1961
- Date de dernière diffusion : 22 juin 1962

## Distribution

### Acteurs principaux (par ordre de premières apparitions)
- Claude Rollet : Jean Delabre
- Jacques Ruisseau : Etienne Chantournel
- Henri Tisot : Lucien Gonfaron
- Mireille Perrey : Madame Chantournel, la mère d’Étienne
- Catherine Demanet (de) : Geneviève Chantournel, la sœur d’Étienne, dite « Ginou »
- Clément Bairam : Monsieur Gonfaron, le père de Lucien
- Jean-Jacques Douvaine : un logeur (saison 1) / Monsieur Bechard (saison 2)
- Jacques Couturier : Monsieur Espanet
- Francis Lemonnier : Francis Lemonnier, un ami de Jean
- Eric Vander : Éric Van Loo, un ami de Jean
- Philippe Gaulier : Gauthier, un étudiant en médecine
- Pierre Mirat : Pierre Miramas, dit « Michel-Ange »
- Nicole Urbin : Mariette
- Georges Aminel : Jess Blink, chanteur de jazz et pianiste
- Elisabeth Fanty : Joëlle Fanty, danseuse de cabaret
- Dominique Grange : Michèle Lemoine, poète
- Jacques Jeannet : Monsieur Jeannet, directeur de la société internationale des poids et mesures
- Maryse Méjean : Maryse Mavaru, une amie de Lucien
- Sophie Hardy : Sophie Le Tourneau, dite « Totoche »
- Bérangère Vattier : Microbe, une amie de Jean
- Michel Risbourg : Risbourg, un blouson noir, le frère de Microbe
- Yves Gabrielli : Gabrielli, l’ami cascadeur de Lucien
- Albert Simono : Simon-Duran, le metteur en scène
- Bernard Murat : Murat, un étudiant en médecine et ami d’Étienne
- Jean Renaud : un client du restaurant « Les Bons Enfants »
- Corinne Louba : Madame Louba, une cliente du restaurant « Les Bons Enfants »
- Philippe Laudenbach : un spectateur (saison 1, ép. 44 : non crédité) / Professeur Philippe Masoni (saison 2)
- Clément Michu : Michu, un étudiant en médecine et ami d’Étienne
- Stephne Stevens : Stephnie Stevens, une étudiante en médecine et amie d’Étienne
- Raoul Curet : Oncle Charles (saison 1, ép. 50 : non crédité) / Monsieur Laroche (saison 2)
- Christian Marin : Roland Lavoine
- Jean Hennau : Sauveur Lavoine
- Monique Delaroche : Monique Miramas, la femme de Pierre
- Madeleine Damien : Madame Arnulf, la concierge de l’immeuble
- Marion Loran : Marion Arnulf, la fille de la concierge
- Françoise Ruiz : Betty, une amie mannequin de Jean
- Sylvie Coste : Sylvie, la sœur de Betty
- Georges Adet : Georges André, ancien professeur d’histoire naturelle
- Michel Monfort : Vincent, un ami de Maryse
- Marie-Agnès Drevon : Solange Berthier
- Simone Vannier : l’assistante sociale
- Monique Agenor : Eugénie Ladouce, la femme du Professeur Masoni
- Raymonde Vattier : Hélène Déoda
- Marcelle Barrague : Mireille Poncin, dite « Mimi Pinson »
- Françoise Lefèvre : Mademoiselle Laroche, la fille de Monsieur Laroche
- Monique Martial : Nadia

### Acteurs secondaires (par ordre de premières apparitions)
- Hélène Dieudonné : la vieille passagère dans le train (ép. 1, 2)
- Lisette Lebon : la logeuse au guichet (ép. 2) / Madame Bechard (ép. 5, 8, 65, 72, 87, 114)
- Jacques Thierry : un logeur (ép. 2)
- Jean Blancheur : un logeur (ép. 3) / l’accordeur de pianos (ép. 74 : non crédité)
- Nicole Desailly : une logeuse (ép. 3 : comme Ginette Desailly)
- Arlette Balkis : une logeuse (ép. 3)
- Jean Orbec : le réceptionniste de l’hôtel (ép. 3)
- Éliane Mazelle : Françoise (ép. 3, 18, 22, 30, 45)
- André Rouyer : un agent de police (ép. 5) / un livreur (ép. 19 : non crédité)
- Lucien Frégis : un agent de police (ép. 5) / Oncle Édouard (ép. 28 : non crédité) / un paysan (ép. 74 : non crédité)
- Marcel Charvey : Professeur Tisserand (ép. 6, 32, 99)
- André Rouland : Rouland, un étudiant en science politique
- Sophie Corbara : Arlette, une cliente du restaurant « Les Bons Enfants » (7, 24, 25, 30, 37)
- Lydia Ewandé : une cliente du restaurant « Les Bons Enfants » (ép. 7, 8, 26)
- Guy Humbert : le facteur (ép. 9)
- Françoise Danell : Judith Pranjet (ép. 11, 12, 13, 16, 49)
- Sylvie Sauge : Madame Pranjet, la mère de Judith (ép. 11, 13)
- Marc Duchamp : un blouson noir (ép. 12, 14, 16)
- Jean-Paul Lannoy : un blouson noir (ép. 12, 14, 16)
- Bernard Charlan : Bernard, le régisseur du théâtre (ép. 17, 25)
- Jean Lagache : Lagache, un comédien (ép. 18, 88, 92)
- Simone Faget : la mère du petit bébé (ép. 19)
- James Ollivier : le père du petit bébé (ép. 19)
- Marie Debecker : la pharmacienne (ép. 21)
- Gabriel Jabbour : Monsieur Siégouriand, de la Galerie Mottet
- Robert Vattier : Monsieur Delabre, le père de Jean (ép. 27, 28, 29)
- Louis Lyonnet : un comédien (ép. 30, 44, 45, 47)
- Jean Faubert : Jacques Thomas, un ami de Geneviève (ép. 32, 33, 34)
- Colette Teissèdre : Colette Tisserand, la fille du Professeur et amie de Jean (ép. 32, 34, 42, 43, 46)
- René Rénal : un professeur de médecine (ép. 33)
- Marc Lamole : un étudiant en médecine (ép. 33 : comme Marc Lamolle)
- Roger Trécan : Pierre-André, un comédien (ép. 30, 37, 44)
- Monique Thierry : Nicole Brunache, la cousine avignonnaise de Lucien (ép. 50, 105, 106, 107)
- Maurice Bourbon : Monsieur Christian, un client du restaurant « Les Bons Enfants » (ép. 55, 57, 71, 72)
- Martine Ferre : Martine, une fille de Monsieur Espanet (ép. 57, 67, 71, 102, 112)
- Maurice Coussoneau : Monsieur Berthier, le père de Solange (ép. 61, 66, 90, 98)
- Jean Fontaine : Jean-Loup, le photographe de mode (ép. 69, 78, 80, 88)
- Alain Dudoignon : le Juge Pradier (ép. 71, 78, 87)
- Roger Varenne : Jérôme Fontaine (ép. 68, 76)
- Irène D’Ys : Irène, l’assistante de Jean-Loup (ép. 69, 78, 80, 88)
- Jacques Deschamps : Vial, l’ami de Lucien de Vaison-la-Romaine (ép. 81, 82)
- Michel Dupleix : Inspecteur Pincau (ép. 86, 87, 105 : comme Michel Duplaix)
- Pierre Goutas : le Commissaire (ép. 87)
- Huguette Morins : Tante Huguette, dite « Poupette » (ép. 91, 92, 93)
- Michel Barbey : Michel Barbey, l’acteur de cinéma (ép. 96, 100)
- Robert Desarthis : l’animateur des marionnettes des Tuileries (ép. 97, 100)
- Nicole Gueden : Maïté Clairmane (ép. 103, 109)
- Dominique Prado : Bernadette Clairmane (ép. 103, 109)
- Paul Demange : Monsieur Mars, le styliste (ép. 110, 111, 112)
- Jean Canolle : le narrateur (voix)
- Serge Bento : un employé de la S.N.C.F. (ép. 1) (non crédité)
- Marius Gaidon : un serveur (ép. 3) / un serveur au « El Gitano » et un consommateur au cabaret (ép. 23) (non crédité)
- Franck Maurice : un grabataire dans le cauchermar d’Étienne (ép. 7) (non crédité)
- Laure Paillette : Mademoiselle Gaurroflot (ép. 32) (non créditée)
- Gaston Meunier : un malade atteint de la cirrhose (ép. 33) / un passager dans le train (ép. 47) / un homme sur les quais (ép. 93) (non crédité)
- Billy Kearns : un touriste américain (ép. 55) (non crédité)
- Jean-Pierre Elga : Jules Tricot, dit « Le Loup Blanc », le vendeur de machines à laver (ép. 59) (non crédité)
- Pierre Collet : le patron du bistrot (ép. 70) (non crédité)
- Janine Souchon : une infirmière (ép. 70, 85) (non créditée)
- Robert Guez : le réalisateur dans le petit village (ép. 73) (non crédité)
- Pierre-Louis : le présentateur de l’émission télévisée (ép. 75) (non crédité)
- Jacques Aveline : l'homme ivre au commissariat (ép. 80) (non crédité)
- René Bériard : un agent de police (ép. 80, 86, 87) (non crédité)
- Jean-Marie Bon : un vendeur sur le marché d’Avignon (ép. 105) (non crédité)

## Épisodes
1. La Rencontre
2. En quête d'un toit
3. La Crise du logement
4. Mon royaume pour une caravane
5. Ripailles chez M. Espannet
6. L'Affaire du squelette
7. Les Premiers Émois d’Étienne
8. Les Encouragements de Michel-Ange
9. Jean, conseil en séduction
10. Un rendez-vous raté
11. L'Arrivée de Judith
12. Microbe, c'est tout un monde !
13. Sur le quai
14. Au Montparnasse
15. Tout pour l'honneur
16. Le Duel
17. Les temps sont durs
18. Lucien acteur ?
19. Sacré Baby-sitting !
20. L'amour est dans l'air
21. À la recherche de la tendresse perdue
22. Le Futur de l'art
23. Le Gai Paris
24. Tous pour un…
25. Une carrière d'acteur
26. La Désillusion
27. Un monde d'écart
28. Un bon point
29. Maryse et son bébé
30. Théâtre ou Peinture
31. Le Tableau informel
32. La Sœur d’Étienne
33. Les Robes
34. Le Départ
35. La Traversée de Paris
36. Un si beau garçon
37. La Princesse
38. Le Palais roulotte
39. Quais de Seine
40. La Maison d’Éric
41. Retour en train
42. Mélancolie
43. Hors-jeu
44. Première
45. Critiques
46. Bilan sentimental
47. Fiasco
48. La Réussite d’Étienne
49. Noël
50. À janvier !
51. Fin de vacances
52. Déménagement
53. Sous les toits de Paris
54. Nouvelle Organisation
55. Le Guide
56. Roméo et Juliette
57. La Crémaillère
58. Le Grenier et le Mariage
59. Chaleur humaine
60. Betty et Solange
61. Les Moustaches de Gina
62. Un petit trou
63. Lever de soleil
64. Un repas gratuit
65. La Bonne Idée
66. Le Petit Chaperon rouge
67. Les Maladies nerveuses
68. Le Couronnement
69. Séance Photo
70. Appel de détresse
71. La Préparation du mariage
72. Le Mariage
73. Le Cadeau de noces
74. Excursion campagnarde
75. De deux choses l'une
76. Riquet à la houppe
77. Cure de simplicité
78. Un monde superficiel
79. Le Retour des mariés
80. Au commissariat
81. Vial et son football
82. Waterloo
83. Cours de culture physique
84. Les Songes de Maryse
85. La Fugue
86. Recherchée par la police
87. Tante Hélène
88. Trois connaissances
89. L'Atelier de Solange
90. Visite à son père
91. La Venue de Poupette
92. Des histoires de filles
93. Flirt dans le Paris-Dijon
94. Les Doutes de Maryse
95. L'Interrogatoire
96. La Réconciliation
97. L'Abandon de la tournée
98. Trois bonnes nouvelles
99. L'Inauguration
100. Une soirée révolutionnaire
101. Le Retour de Mariette
102. L'Adieu de Mariette
103. Une lourde tristesse
104. Deux copains sur trois
105. Sur un coup de tête
106. Le ressort est remonté
107. Un bateau pour les vacances
108. Le Destin de Jean
109. Retour d'Amérique
110. La Vénus d'Arles
111. Un chic génie
112. Direction Saint-Tropez
113. Une nouvelle voiture
114. L'Heure des adieux
115. Les Vacances en caravane

## Autour de la série
Hymne à l'amitié étudiante, cette série est également un témoignage remarquable sur la vie des étudiants parisiens au début des années 1960, collant au quotidien par une chronologie rigoureuse : rentrée universitaire (16 octobre), vacances de Noël et retour jusqu'aux vacances de Pâques puis d'été qui marquent la fin de l'aventure avec le départ symbolique de la roulotte attelée à l'antique voiture achetée par Jean Delabre.
De même, le réalisme est renforcé par le fait que plusieurs acteurs conservent leur nom (ou prénom) réel, tels Bernard Murat ou Clément Michu.
Le feuilleton eut deux génériques : un chanté et un instrumental.
Maryse Méjean qui tient le rôle de Maryse, la copine et future épouse de Lucien, débarque également du midi. Dans les premiers épisodes de la série, on remarque nettement son accent du Sud. Plus loin dans le feuilleton, à l'épisode 29 et sans aucune transition, elle perd cet accent et parle comme une pure Parisienne. Elle le retrouve en 1963, dans La Revue des feuilletons intitulée Le Temps des Copains "Sept ans après".
Pour une fois, ce fut un feuilleton qui inspira une bande dessinée de Paul Gillon, publiée en 1962 dans le Journal de Mickey. La scénarisation était due au créateur de la série télé.
Quatre aventures parurent dans l'hebdomadaire sans qu'elles soient par la suite reprises en albums, sans doute à cause de leur format particulier. Chaque planche s'étale, en effet, sur deux pages du journal, donnant en quelque sorte un format à l'italienne.
1. Les copains en vacances, 17 planches
2. Lucien et la main verte, 30 planches
3. Gonfaron-Palace, 36 planches
4. Les 100 sous de Gonfaron, 32 planches

## Suites
Le 15 mai 1963 sort en salles Le Temps des copains, le long-métrage de 88 minutes réalisé par Robert Guez, sorte d'épilogue qui suit chaque « copain » dans une tranche de vie : Lucien sous les drapeaux, Jean déserteur malgré lui et Étienne amoureux, fiancé et bientôt marié… à une jolie munichoise. Les rôles de Madame Chantournel et de Monsieur Delabre sont tenus par des comédiens différents de ceux du feuilleton (Liliane Bert et Claude Piéplu).
En décembre 1963, les copains se retrouvent une dernière fois dans La Revue des feuilletons consacrée à la série. On les voit sept ans plus tard (en 1968), le temps d'une soirée, en compagnie de leurs femmes et de leurs nombreux enfants. À la fin de cette rubrique apparaissent Jean Canolle et Robert Guez en projectionnistes. Présentation de Pierre Tchernia.

## Sorties vidéo
Le Temps des copains est sorti en coffrets DVD le 13 octobre 2010 chez France Télévisions Éditions (2x4 disques).
Contrairement aux VHS parues quelques années plus tôt (montage en continu), les DVD respectent le découpage par épisodes avec génériques de début et de fin. Cette édition offre également en bonus le long métrage sorti en 1963.
Les épisodes sont également disponibles sur le site de l'INA.